# Max Nordau
Max Simon Nordau (født 29. juli 1849 i Budapest, død 23. januar 1923 i Paris) var en tysk forfatter og zionist.
Han studerede medicin, blev læge, foretog større rejser i Europa og nedsatte sig i 1878 i sin fødeby, men tog allerede 1880 til Paris, hvor han vandt sig et navn som korrespondent til tyske blade og føljetonskribent.
Hans forfatterskab vakte opsigt. Særlig kendt blev hans bog "Die konventionellen Lügen der Kulturmenschen" fra 1883, der til 1910 nåede 60 oplag og blev oversat til flere sprog. På dansk som "Moderne Samfundsløgne" (udgivet 1885). Han revsede heri det bestående samfund, senere de moderne litteraturretninger — fx i "Die Krankheit des Jahrhunderts" og "Entartung" (fra 1892). Mere læste blev dog hans rejsebog "Vom Kreml zur Alhambra" fra 1879, også oversat til dansk, og "Paris unter der dritten Republik" fra 1880.
Han har endvidere skrevet romanerne "Gefühlskomödie" og "Morganatisch", flere dramatiske arbejder som "Die Kugel", "Dr. Kohn" og "Das Recht zu lieben", der blev opført på Det Kongelige Teater som dansk original: "Hjertets Ret" (1891), hvad der blev kritiseret.
I sine sidste leveår var han ivrig zionist.